# Coupe des nations de rugby à XV 2016
Navigation
World Rugby Nations Cup 2015 World Rugby Nations Cup 2017
La Coupe des nations de rugby à XV  2016, ou World Rugby Nations Cup 2016, est une compétition annuelle de rugby à XV.
La coupe se déroule du 9 juin au 18 juin 2016 et les résultats sont pris en compte pour les qualifications à la Coupe du monde de rugby 2019 au Japon.

## Équipes engagées
| Poule A - Argentine A - Namibie - Uruguay | Poule B - Italie Espoirs - Roumanie - Espagne |

## Poule A

### Classement
| Rang | Nation      | J | V | N | D | Bo | Bd | Pm | Pe | Diff | Pts |
| ---- | ----------- | - | - | - | - | -- | -- | -- | -- | ---- | --- |
| 1    | Argentine A | 3 | 2 | 0 | 1 | 2  | 0  | 92 | 58 | +34  | 10  |
| 2    | Namibie     | 3 | 2 | 0 | 1 | 2  | 0  | 80 | 78 | +2   | 10  |
| 3    | Uruguay     | 3 | 1 | 0 | 2 | 1  | 0  | 40 | 66 | -26  | 5   |

Source : www.worldrugby.org

Attribution des points :
*4 points sont attribués pour une victoire
*2 points pour un match nul
*aucun point en cas de défaite
*1 point de bonus pour une perte de sept points ou moins
*1 point de bonus pour avoir marqué quatre essais ou plus dans un match

## Poule B

### Classement
| Rang | Nation   | J | V | N | D | Bo | Bd | Pm | Pe  | Diff | Pts |
| ---- | -------- | - | - | - | - | -- | -- | -- | --- | ---- | --- |
| 1    | Roumanie | 3 | 3 | 0 | 0 | 1  | 0  | 80 | 16  | +64  | 13  |
| 2    | Italie   | 3 | 1 | 0 | 2 | 1  | 0  | 82 | 102 | -20  | 5   |
| 3    | Espagne  | 3 | 0 | 0 | 3 | 2  | 0  | 40 | 94  | -54  | 2   |

|  | Vainqueur (no 1).    |
|  | T : tenant du titre. |

Source : www.worldrugby.org

Attribution des points :
*4 points sont attribués pour une victoire
*2 points pour un match nul
*aucun point en cas de défaite
*1 point de bonus pour une perte de sept points ou moins
*1 point de bonus pour avoir marqué quatre essais ou plus dans un match

## Détails des résultats
| 9 juin 2016 16 h 00 | Argentine A | 44 - 8 | Espagne | Stade Arcul de Triumf, Bucarest |
| 9 juin 2016 16 h 00 |             |        |         | Stade Arcul de Triumf, Bucarest |
| 9 juin 2016 16 h 00 |             |        |         | Stade Arcul de Triumf, Bucarest |

| 9 juin 2016 18 h 00 | Uruguay | 24 - 26 | Italie Espoirs | Stade Arcul de Triumf, Bucarest |
| 9 juin 2016 18 h 00 |         |         |                | Stade Arcul de Triumf, Bucarest |
| 9 juin 2016 18 h 00 |         |         |                | Stade Arcul de Triumf, Bucarest |

| 9 juin 2016 20 h 00 | Namibie | 8 - 20 | Roumanie | Stade Arcul de Triumf, Bucarest |
| 9 juin 2016 20 h 00 |         |        |          | Stade Arcul de Triumf, Bucarest |
| 9 juin 2016 20 h 00 |         |        |          | Stade Arcul de Triumf, Bucarest |

| 13 juin 2016 16 h 00 | Argentine A | 40 - 30 | Italie Espoirs | Stade Arcul de Triumf, Bucarest |
| 13 juin 2016 16 h 00 |             |         |                | Stade Arcul de Triumf, Bucarest |
| 13 juin 2016 16 h 00 |             |         |                | Stade Arcul de Triumf, Bucarest |

| 13 juin 2016 18 h 00 | Namibie | 34 - 32 | Espagne | Stade Arcul de Triumf, Bucarest |
| 13 juin 2016 18 h 00 |         |         |         | Stade Arcul de Triumf, Bucarest |
| 13 juin 2016 18 h 00 |         |         |         | Stade Arcul de Triumf, Bucarest |

| 13 juin 2016 20 h 00 | Uruguay | 0 - 40 | Roumanie | Stade Arcul de Triumf, Bucarest |
| 13 juin 2016 20 h 00 |         |        |          | Stade Arcul de Triumf, Bucarest |
| 13 juin 2016 20 h 00 |         |        |          | Stade Arcul de Triumf, Bucarest |

| 18 juin 2016 16 h 00 | Uruguay | 16 - 0 | Espagne | Stade Arcul de Triumf, Bucarest |
| 18 juin 2016 16 h 00 |         |        |         | Stade Arcul de Triumf, Bucarest |
| 18 juin 2016 16 h 00 |         |        |         | Stade Arcul de Triumf, Bucarest |

| 18 juin 2016 18 h 00 | Namibie | 38 - 26 | Italie Espoirs | Stade Arcul de Triumf, Bucarest |
| 18 juin 2016 18 h 00 |         |         |                | Stade Arcul de Triumf, Bucarest |
| 18 juin 2016 18 h 00 |         |         |                | Stade Arcul de Triumf, Bucarest |

| 18 juin 2016 20 h 00 | Argentine A | 8 - 20 | Roumanie | Stade Arcul de Triumf, Bucarest |
| 18 juin 2016 20 h 00 |             |        |          | Stade Arcul de Triumf, Bucarest |
| 18 juin 2016 20 h 00 |             |        |          | Stade Arcul de Triumf, Bucarest |